# Paju
Paju es una ciudad en la Provincia de Gyeonggi, Corea del Sur.

## Contexto histórico
Convertida en ciudad en 1997, se encuentra localizada justo al sur de la localidad de Panmunjom (ubicada en la frontera con Corea del Norte), razón por la cual existen en la ciudad muchas bases estadounidenses y coreanas.
En septiembre de 2007 se hermanó con la ciudad española de Cuenca.

## Patrimonio
Desde la ciudad se puede ver el territorio norcoreano y la ciudad de Kaesong. Esta ciudad también incluye monumentos como la Zona desmilitarizada de Corea, el Camino Jayuro de Libertad y el Camino Tongilro de Unificación. En Gyoha-eup (Gyeonggi-do) se encuentra el complejo cultural dedicado a la industria editorial conocido como Ciudad Literaria de Paju.

## Divisiones administrativas
Paju se encuentra dividido como sigue:
2
- Gyoha-eup (교하읍)
- Beobwon-eup (법원읍)
- Paju-eup (파주읍)
- Munsan-eup (문산읍)
- Jori-eup (조리읍)
- Wollong-myeon (월롱면)
- Papyeong-myeon (파평면)
- Jeokseong-myeon (적성면)
- Gwangtan-myeon (광탄면)
- Tanhyeon-myeon (탄현면)
- Gunnae-myeon (군내면)
  - Jangdan-myeon (장단면)
  - Jinseo-myeon (진서면)
  - Jindong-myeon (진동면)
- Geumchon1(il)-dong (금촌1동)
  - Maekgeum-dong (맥금동)
  - Yadong-dong (야동동)
  - Geomsan-dong (검산동)
  - Adong-dong (아동동)
  - Geumchon-dong (금촌동 - 1)
- Geumchon2(ii)-dong (금촌2동)
  - Geumneung-dong (금릉동)
  - Geumchon-dong (금촌동 - 2)

## Bases militares norteamericanas
- Camp Bonifas & Camp Liberty-Bell (base de US/ROKA Joint Security Area)
- Camp Edwards -cerrada
- Camp Garry Owen -cerrada
- Camp Giant -cerrada
- Camp Greaves -cerrada
- Camp Howze -cerrada
- Camp Semper Fidelis
- Camp Stanton -cerrada